# Angelo Tondini
Angelo Tondini (Arezzo, 11 ottobre 1942) è un fotografo, scrittore e giornalista italiano.

## Biografia
Si laurea in Lettere Moderne nel 1965 (Università di Milano e Firenze) indirizzo filologico, con Gianfranco Contini e Bruno Migliorini. Durante gli studi collabora come cronista con il quotidiano fiorentino “La Nazione”. Seguono sette anni di studi sociologici e di scienza politica a Milano (con Renato Mieli e Giorgio Galli); a Firenze con Giovanni Sartori e Felix Oppenheim,  a Bologna con Gianfranco Pasquino.
Nel 1971, dopo un lungo soggiorno a Cuba, pubblica il saggio “Cuba fine di un mito”, con prefazione di Arrigo Levi, sul sistema politico castrista, comparato con quello cinese e italiano. Testo adottato in alcune università americane e italiane.
Dal 1973 inizia una lunga serie di reportage in tutto il mondo, che lo porterà a visitare 170 Paesi, in più di 300 viaggi, collaborando - testi e foto - con riviste tra cui Harper's Bazaar, Vogue, Architectural Digest (Usa e Italia), Capital, European Travel and Life (Usa), Geo (Germania), Rutas del Mundo e Gente Viajes (Spagna) Elle Decor, Inside (Giappone) Maison et Jardin (Francia) Weekend, Dove, Gulliver, Class e altre.
Come fotografo inizia a 11 anni. In seguito il suo maestro più importante – in Italia e negli Usa - sarà l'americano Art Kane (1925-1995).
Davide Faccioli, direttore della galleria Photology a Milano, nel libro “Fotografia tra cronaca e arte” (Padova – Cedam 2004), ha inserito Angelo Tondini tra i primi 10 fotografi italiani viventi, insieme a De Biasi, Barbieri, Gastel, Thorinbert, Fontana e Scianna.
Nel 1986 fonda a Milano l'agenzia foto-giornalistica Focus Team, che dirigerà per 23 anni, fino al 2009.
Ha scritto opere poetiche. Tondini ha avuto in passato frequentazioni importanti con poeti famosi, come Giuseppe Ungaretti, Giorgio Soavi e soprattutto Raffaele Carrieri, Le poesie di Tondini sono state pubblicate all'estero in varie lingue e presentate in Italia, Irlanda e Ucraina.
Ha pubblicato alcuni volumi di versi in Italia e Russia. È stato l'unico scrittore non irlandese a dare alle stampe una raccolta di 100 poesie sull'Irlanda (con traduzione inglese).
Nella primavera del 2002 si reca Kabul, dove realizza vari reportage sulla città, pubblicati da varie riviste, tra cui Sette del Corriere della Sera.
Un'altra sua opera è “Italian Style” (realizzata con Catherine Sabino) uscita nel 1988 negli Usa e in Gran Bretagna, è stata venduta in tutto il mondo.
Ha pubblicato una ventina di libri in Italia, Russia, Stati Uniti e Gran Bretagna, tra saggi, romanzi, fotografia e poesia.
Come fotografo ha esposto le sue opere in varie mostre in Italia. Alcune fanno parte di collezioni private.
Tondini tiene saltuariamente corsi di fotografia creativa e reportage a Milano e in viaggio.
Nel 2024 gli è stato riconosciuto un assegno vitalizio ai sensi della legge Bacchelli.

## Opere pubblicate
- Villoresi, Edizioni Contemporarte, 1966.
 Grazzini, Edizioni Contemporarte, 1967.
 Cuba fine di un mito, Modena, Stem, 1972.
 Viaggio in Bretagna, Epigrammi con una serigrafia originale di Gianni Dova. Edizione numerata 1/100, Lucca, 1976.
 Bruno Cassinari, Compagna di viaggio!, Poesie con due litografie originali di Bruno Cassinari, edizione numerata 1/100 - Esposto al Museum of Modern Art di New York, Milano, Grafica Uno, 1992.
Italian Style (con Catherine Sabino) New York , Clarkoson & Potter- Crown e London, Thames & Hudson 1985
 777 consigli per diventare veri viaggiatori, Milano, Rusconi Editore, 1995, ISBN 88-18-12137-5.
- Fontana Calda- romanzo - Milano - 2004
- Cartoline  -  poesie, testo russo e italiano, - Vipol editore Kiev 2003 ; ristampa anastatica Milano 2008
- Magnolia  - 170 haiku con testo russo e italiano- Vipol editore Kiev 2003- Ristampa anastatica Milano 2008
- Un viaggio sentimentale - 100 poesie irlandesi in italiano e inglese- 2 edizioni- Milano , Lampi di stampa 2004 e 2012
 I colori del mondo - The colours of the world, Fotografie e Poesie - edizione numerata di 200 copie, Milano, Il Pegaso, 2012.
 Le parole e la carne - Poesie, edizione numerata 200 copie, Milano, Il Pegaso, 2012. 17 Sillabe - 124 Haiku- Milano 2014
- 15 Storie di merda - Milano- Il Pegaso 2018
- Saint Tropez Mon Amour - Poesie e pensieri. Milano 2019
- Frecce Avvelenate - 1638 Epigrammi- Milano 2019
- Io e te - Poesie- Il Pegaso 2019
- Virusmanìa  - Milano 2020
- Epigrammi - Milano - Il Pegaso 2021
- Ho vissuto 132 anni- Milano 2021
- Italia Addio- Milano 20121

### Alcuni articoli pubblicati
- Obiezione e non violenza Il Mulino N° 204, ottobre 1969
- Numerosi articoli apparsi sulla rivista trimestrale L'EST diretta da Renato Mieli, tra cui:

- - L'uomo nuovo a Cuba L'Est n°4 dicembre 1970
  - Fidel Castro e la burocrazia L'Est N°1 marzo 1971
  - Ideologia, burocrazia e disgregazione nei sistemi totalitari L'Est N° 2 giugno 1971
  - Stalin tra ideologia e utopia l'Est n°3, settembre 1971

- Rio Amarillo. Las fuentes de China Gente Viajes, Spagna, agosto 1988
- Tuscany's Renaissance Retreat di Fred Ferretti. Foto di Angelo Tondini. European Travel & Life (USA) novembre 1988
- Positano di Barbara Ascher. Foto di Angelo Tondini. European Travel&Life, febbraio 1989
- Montalcino di Richard de Combray. Foto di Angelo Tondini. European Travel & life, luglio-agosto 1989
- Invention domestique - La maison Horta à Bruxelles Decoration Internazionale (Francia) novembre 1984
- Saarinen, tel fils, tel père di Frederique Dauphin – Meunier, Maison & Jardin (Francia)  dicembre 1985
- Ornamento senza delitto: una casa Déco a Brixelles Testo e foto di Angelo Tondini – Casa Vogue ottobre 1985
- A house in the wood testo e foto di Angelo Tondini – Inside (Giappone)- febbraio-marzo 1990
- Firenze tra arte e tradizione di Laura Montini. Foto di Angelo Tondini - Elle Decor - Maggio 1990
- Notizie da Kabul testo e foto di Angelo Tondini. Club3 novembre 2002
- Il cielo in una estancia Foto di Angelo Tondini – Class, novembre 2002
- Le luci di Shanghai testo e foto di Angelo Tondini. In the world N°2, febbraio 2004
- Luci a Shanghai Io Donna – Corriere della Sera N°43, Ottobre 2004

## Opere in cui compare
- Davide Faccioli, Giuseppe Mazzei, Fotografia tra cronaca e arte, con intervista ad Angelo Tondini, Padova, CEDAM, 2004, ISBN 88-13-25039-8.
 Luigi Alfieri, Alessandro Gandolfi, Fotografare Parma, con foto di Angelo Tondini, Milano, Gabriele Mazzotta, 2008, ISBN 978-88-202-1903-1.